# 贝塞尔样条
在数学的数值分析和计算机图形学中，贝齐耶样条是条样的每个多项式都是伯恩斯坦多项式的样条。

## 定义
给定有k个结点xi的n次样条S，可以如下这样使这个样条为贝齐耶样条：
{\displaystyle S(x):=\left\{{\begin{matrix}S_{0}(x):=&\sum _{\nu =0}^{n}\beta _{\nu ,0}b_{\nu ,n}(x)&x\in [x_{0},x_{1})\\S_{1}(x):=&\sum _{\nu =0}^{n}\beta _{\nu ,1}b_{\nu ,n}(x-x_{1})&x\in [x_{1},x_{2})\\\vdots &\vdots \\S_{k-2}(x):=&\sum _{\nu =0}^{n}\beta _{\nu ,k-2}b_{\nu ,n}(x-x_{k-2})&x\in [x_{k-2},x_{k-1}]\\\end{matrix}}\right.}